# 盧科夫卡湖 (普柳薩區)
58°43′57″N 28°34′30″E / 58.732485°N 28.5749662°E
盧科夫卡湖（俄语：Луковка），是俄羅斯的湖泊，位於該國西北部，由普斯科夫州負責管轄，處於普柳薩區，面積0.09平方公里，集水區面積2.3平方公里，平均水深1.7米，最大水深3.2米。